# Spider-Man 3 (videojuego)
Spider-Man 3 es un videojuego de acción y aventura de mundo abierto de 2007 basado libremente en la película homónima de 2007. Es la secuela de Spider-Man 2 de 2004, basado a su vez en la película homónima de 2004. Se lanzó para PlayStation 3, PlayStation 2, Xbox 360, Microsoft Windows, Wii, Nintendo DS y Game Boy Advance el 4 de mayo de 2007, y para PlayStation Portable el 16 de octubre de 2007. Publicado por Activision, las versiones para PlayStation 3 y Xbox 360 fueron desarrolladas por Treyarch, mientras que Vicarious Visions se encargó del desarrollo de las demás versiones, que son radicalmente diferentes. Beenox portó la versión del juego de Treyarch a Microsoft Windows.
El juego se juega de manera similar a dos de los títulos anteriores de Spider-Man de Treyarch, Spider-Man 2 y Ultimate Spider-Man, incorporando un diseño de mundo abierto que permite a los jugadores explorar libremente una representación ficticia de Manhattan cuando no completan misiones para avanzar en la narrativa. El traje de simbionte de la película es una mecánica de juego clave, ya que aumenta la fuerza de Spider-Man y desbloquea nuevas habilidades. Si bien el juego adapta directamente la trama de la película, la amplía al incluir personajes y elementos adicionales de los cómics de Spider-Man y otros aspectos del Universo Marvel. La mayoría de los actores repiten sus papeles de la película, incluyendo a Tobey Maguire, James Franco (la primera vez que lo hace, ya que Josh Keaton prestó su voz a Harry en los dos juegos anteriores), Topher Grace, Thomas Haden Church y J. K. Simmons. Bruce Campbell, quien interpretó a un maître francés en la película, narra el nivel tutorial del juego.
Con la excepción de la versión para Nintendo DS, que recibió críticas mayoritariamente positivas, Spider-Man 3 recibió una respuesta crítica mixta. La mayoría de las críticas se centraron en los gráficos, la corta duración y los problemas técnicos del juego, además de ser demasiado similar a sus predecesores. Las drásticas diferencias entre plataformas fueron otro punto de crítica. En octubre de 2008, el juego fue seguido por Spider-Man: Web of Shadows, que no tiene ninguna conexión con la saga cinematográfica de Spider-Man. Un juego de lucha vagamente relacionado con las películas, Spider-Man: Friend or Foe, fue publicado por Activision en octubre de 2007. Tras la expiración del acuerdo de licencia de Activision con Marvel, Spider-Man 3 fue retirado de todas las tiendas digitales el 4 de enero de 2017.

## Argumento

### Versión de Xbox 360,PS3 y PC
El juego empieza con Spider-Man balanceándose hasta un edificio en llamas. Comienza un pequeño tutorial y al acabarlo, continuas avanzando por el edificio derrotando a los pirómanos y desactivando las bombas. El nivel concluye salvando a una chica a punto de volar por los aires a causa de una bomba. Luego pasa al día siguiente. Su mejor amigo Harry Osborn no le habla más y tiene un nuevo rival en el Daily Bugle: Eddie Brock. Mientras tanto, el convicto en fuga Flint Marko cae en un reactor y se convierte en arena. Un pequeño meteoro choca, con un simbionte en su interior.
Spider-Man lleva a Mary Jane Watson, su novia, de paseo por los cielos de Manhattan, y la lleva a Central Park. Luego, le habla sobre Harry. Mary Jane le consuela; mientras hablan, el simbionte se pega al zapato de Peter. Mientras tanto, Harry sale de una cámara en la guarida del Duende Verde, llena del gas Duende. Ahora es un nuevo villano.
Después de visitar a su profesor de ciencia, el Dr. Connors, él se convierte en el Lagarto por utilizar un suero en sí mismo para regenerar su brazo derecho. El Lagarto convierte a otras personas en lagartos, luego escapa por las alcantarillas. Spider-Man le sigue y lo derrota, pero el Lagarto escapa por las alcantarillas. Harry (ahora el Nuevo Duende) ataca a Peter. Ellos tienen una batalla de alto vuelo sobre el deslizador del Duende, pero el Duende es derrotado y pierde el conocimiento. Peter le lleva al hospital, donde es tratado.
Los rumores hablan de numerosas bandas (Golosinas Venenosas, Colas de Dragón, Terroristas H, y Apocalipsis) que están amenazando la ciudad con muerte. Después de que Spider-Man frustra todos sus planes, se va en otra misión de la banda de los Terroristas H que están secuestrando a J. Jonah Jameson y estaría a punto de ser asesinado por el líder de los terroristas, Luke Carlyle.
Spider-Man luego visita un laboratorio abandonado donde la Dra. Stillwell está utilizando a Mac Gargan como un asesino a cambio de volverlo normal. Sin embargo, cuando Spider-Man libera a Mac Gargan, Stillwell activa su casco de control mental para que asesine a Spider-Man. 
Mac Gargan escapa y Spider-Man le persigue por toda la ciudad y pelea contra él en el Puente de Queensboro, y destruye los generadores que mantienen el casco de la Dra. Stillwell funcionando. Peter más tarde se va a dormir luego de un día agotador.
Mientras Peter duerme, el simbionte le consume, llevándole a utilizar un nuevo traje color azabache. El nuevo traje le hace más fuerte, más ágil, y más agresivo. Marko, ahora el Hombre de Arena, roba un banco, e intenta escapar por el subterráneo. Spider-Man le persigue, y también le derrota, disolviéndolo al utilizar un enorme chorro de agua de una tubería.
Mientras tanto, Kraven y su amante Calipso se enteran de los lagartos del Dr. Connors que están aterrorizando a los ciudadanos. Calipso le propone a Kraven darles caza a todos los lagartos, incluyendo el propio Connors. 
Spider-Man baja a las alcantarillas de nuevo, y al ver a todos los lagartos muertos, atraviesa las alcantarillas hasta alcanzar a Kraven, a quien derrota a pesar de las múltiples pociones que le dio Calipso. Calipso, mientras tanto, ha convertido a Connors en el "Mega-Lagarto". Spider-Man le derrota y lo vuelve a la normalidad. Después Spider-Man ayuda a Connors a transformar a los lagartos de vuelta a la normalidad.
Brock y Peter reciben una orden de su jefe, J. Jonah Jameson: atrapar a Spider-Man en su intento de robar algo, y al que lo haga le dará un aumento. Brock le paga a alguien para hacerse pasar por Spider-Man. El verdadero Spider-Man aparece, ahora influenciado por el traje negro, rompe la cámara de Eddie y le golpea. Brock le dice que hay varias cámaras más, y automáticamente fotografían a Spider-Man golpeándole. Spider-Man logra recuperar las cámaras y Brock jura vengarse.
A Peter le encargan sacar fotos de los líderes de las bandas en una conferencia de prensa, pero también se encuentra con Wilson Fisk, alias Kingpin. Él libera a los líderes y controla a sus miembros que provocan el caos. Spider-Man logra derrotarlos, y luego se dirige al piso de Fisk, donde vence a los jefes de las bandas y luego al propio Fisk, al cual arroja por una ventana. Spider-Man espera que haya sobrevivido a la caída.
Peter le da a Mary Jane un viaje a su apartamento luego de una cita horrible, donde bajo la influencia del simbionte, él se aliena de ella. Luego de portarse muy autoritario y pedirle que se callara, ella termina la relación, lo que entristece a Peter. Peter decide ir a una iglesia, donde decide arrancarse y acabar con el traje negro, y con éxito también su vínculo con él. Desafortunadamente, Brock en secreto encuentra y ve a Peter sin máscara, y por accidente se hace con el simbionte, convirtiéndose en Venom.
Brock encuentra a un Hombre de Arena todavía vivo, y lo chantajea de trabajar juntos para derrotar a Spider-Man, no sin antes mostrarle su nuevo poder, o sino matará su hija, Penny. El Hombre de Arena finalmente acepta. Ellos secuestran a Mary Jane, entonces Peter se pone otra vez su traje rojo. Él va a un sitio en construcción donde Venom y el Hombre de Arena tienen cautiva a Mary Jane en un taxi. Él lucha contra Venom y el Hombre de Arena mientras Harry, recuperado de su lesión en la cabeza, decide ayudar a Peter a rescatar a Mary Jane como el Nuevo Duende. Harry llega y rescata a Mary Jane, y lucha contra un Hombre de Arena gigante al cual derrota. Harry intenta ayudar a Peter a luchar con Venom, pero es asesinado en el proceso. Peter derrota a Venom al debilitarlo con vibraciones sónicas y luego lanzándolos a ambos del edificio. Él escapa mientras Venom es empalado en una barra de acero.
Peter arregla su relación con Mary Jane, y el Hombre de Arena, aún vivo, se reúne con Penny, quien había sido rescatada por la policía.
El juego concluye con el típico balanceo de Spidey al final que tiene cada película (excepto la tercera), recordando la muerte de su amigo Harry.

### Trama paraGame Boy Advance
A medida que Spider-Man se balancea por el aire, él ve un edificio en llamas. Él entra y descativa una bomba que ha sido puesta ahí. Luego encuentra al Nuevo Duende volando alrededor, y lo derrota, conociendo que es su amigo, Harry Osborn. Luego se retira a salvar a los civiles que están atrapados en un edificio. Después de rescatarlos, se encuentra con Sandman. Sabiendo que no puede derrotar a Sandman, huye a su casa, donde el simbionte alienígena toma su cuerpo. Peter despierta con el traje negro, y lo usa de ventaja. Descubre después que Electro ha secuestrado al senador, y el Bombardero Loco ha plantado bombas por toda la ciudad. Luego de frustrar sus planes y derrotarles, él se va a buscar a Sandman, y darle caza. Luego derrota a Flint abriendo una puerta que libera una gran cantidad de agua sobre él. Spider-Man, pensando que ha matado a Flint, intenta arrancarse el traje, al descubrir que la influencia carcome su mente. El traje negro es removido cuando las ondas sonoras lo despegan, y va a parar a Eddie Brock, quien desea venganza contra Peter y Spider-Man, y se da a sí mismo el nombre de "Venom". Spider-Man descubre que Sandman aún sigue vivo, y ahora tiene poderes para usar. Una vez más es vencido por Peter. Venom viene, y pelea contra Spidey, pero es vencido luego de ser lanzado del edificio. Spider-Man pide atención médica, y el simbionte escapa en la noche.

### Trama de TV Game
Los niveles 1, 2 y 3 comienzan con Spider-Man persiguiendo al Nuevo Duende alrededor de la ciudad. El Nuevo Duende lanza bombas a Spider-Man y les tiene que disparar con redes para hacer que las bombas exploten. El planeador puede explotar si Spider-Man le dispara redes. Spidey se despierta con un traje negro y lucha contra el Hombre de Arena y sus matones. Spidey tiene que recuperar todos los diamantes que el Hombre de Arena robó y salvar a las personas que están recibiendo sus mochilas robadas. (Niveles 4-9). En los niveles 10-12 Eddie Brock se convierte en Venom y se asocia con el Hombre de Arena. Encuentran un sitio en construcción y luchan contra de Spider-Man allí. Secuestran a Mary Jane y Spidey tiene que salvarla.

### Trama parateléfono móvil
La trama en esta versión cambia radicalmente en comparación con la película y las demás consolas, en especial porque no aparecen ninguno de los personajes secundarios de las otras consolas y esta versión sigue un solo hilo temático. Al igual que en la mayoría de las consolas, el jugador puede retomar cualquier nivel utilizando el traje rojo y azul o el traje negro de Spider-Man.
El juego comienza con Peter dirigiéndose a la obra de teatro de Mary Jane, pero llega tarde por combatir algunos matones en el camino. Mary Jane se decepciona de Peter por su doble vida como Spider-Man y le pregunta si no puede ser más como Harry. En ese momento aparece Harry Osborn, con el traje del Nuevo Duende, para vengarse de Peter por la muerte de su padre. Spider-Man derrota a Harry y es poseído por el simbionte.
Poseído por el simbionte, Peter arruina la carrera de su compañero reportero Eddie Brock, derrota y asesina a su examigo Harry, y casi mata a Flint Marko. Dándose cuenta de esto, decide arrancarse el traje negro, el cual cae en manos de Eddie Brock, quien se convierte en Venom. Venom secuestra a Mary Jane y decide vengarse de Peter. Spider-Man derrota a Venom, quién le promete que se encontarán otra vez, y rescata a Mary Jane. Peter y Mary Jane finalmente se reconcilian.

## Personajes/Reparto
- Peter Parker/Spider-Man (voz de Tobey Maguire)
- Nuevo Duende/Harry Osborn (voz de James Franco)
- Venom/Eddie Brock (voz de Topher Grace)
- Hombre de Arena/Flint Marko (voz de Thomas Haden Church)
- J. Jonah Jameson (voz de J.K. Simmons)
- Mary Jane Watson (voz de Kari Wahlgren)
- Lagarto/Dr. Curt Connors (voz de Nathan Carlson)
- Robbie Robertson (voz de Charlie Robertson)
- Betty Brant (voz de Elizabeth Banks)
- El Narrador (voz de Bruce Campbell)
- Terrorista Loco/Luke Carlyle (voz de Neil Ross)
- Kraven el Cazador/Sergei Kravinoff (voz de Neil Kaplan)
- Penny Marko (voz de Spencer Lacey Ganus)

(Solo PS2, PSP y Wii)
- Morbius/Michael Morbius (voz de Sean Donnellan)
- Grito/Frances Louise Barrison-Morbius (voz de Courtenay Taylor)

(Solo Xbox 360, PC y PS3)
- Dra. Stillwell (voz de Nika Futterman)
- Sr. Chen (voz de Keone Young)
- Dra. Andrews (voz de Iona Morris)
- Jeanne De Wolfe (voz de Vanessa Marshall)
- Escorpión/Mac Gargan (voz de Dee Bradley Baker)
- Kingpin/Wilson Fisk (voz de Bob Joles)
- Rhino/Alex O'Hirn/Aleksei Sytsevich (voz de Steven Blum)
- Calipso (voz de Angela V. Shelton)

## Jugabilidad
El juego conserva muchas de los elementos de la jugabilidad del juego anterior. Entre los vestigios del juego anterior está el mapa libremente explorable de Manhattan, que es más grande en área que el de Spider-Man 2. Ha habido varios cambios en el movimiento y el sistema de combate, incluyendo el uso de controles sensible de movimiento en la versión de Wii. El sistema de combate de la versión para Nintendo DS es totalmente operado con pantalla táctil de DS - el d-pad solo es utilizado para mover a Spider-Man. Los jugadores también son ahora capaces de interactuar en ciertos puntos durante algunas escenas.
Otra característica destacada es la posibilidad de jugar como Spider-Man con el traje negro de la película, lo que permite el acceso a nuevos ataques y movimientos especiales de "Furia".

### Microsoft Windows, PlayStation 3, Xbox 360
Las versiones para Xbox 360, PlayStation 3 y PC desarrolladas por Treyarch difieren de las versiones desarrolladas por Vicarious Visions en las que en un principio los jugadores no pueden cambiar al traje negro a voluntad. En cambio, los jugadores cambian al traje negro en un momento dado en la historia. Los jugadores también son capaces de moverse libremente y entrar en el Bugle para que se les asignen tareas como en el juego Spider-Man 2. Al igual que muchos otros juegos de PC, la versión para PC puede ser modificada, aunque algunos mods para este juego han sido lanzados. El Escorpión, Rhino, Kingpin, y la banda de las Golosinas Venenosas son villanos exclusivos para esta versión.

### PlayStation 2, PSP, Wii
Vicarious Visions ha desarrollado el juego para Wii, PlayStation 2 y PlayStation Portable. El juego sigue la película, pero tiene diferentes misiones secundarias en comparación con las versiones de Treyarch. Vicarious Visions permite a los jugadores cambiar entre el traje rojo y el negro a voluntad, aunque usar el traje negro tiene consecuencias negativas. Estas versiones incluyen dos villanos exclusivos: Morbius, el vampiro viviente, y Grito. Activision lanzó Spider-Man 3: Special Edition para la PS2 que incluye un DVD extra con "Spider-Man 3: La historia detrás de las redes", una entrevista exclusiva con Stan Lee, los tráileres de la película Spider-Man 3, y una tarjeta de colección con una imagen lenticular de la película. Por otro lado, las versiones de PS2 y Wii son básicamente las mismas, aunque la versión de Wii utiliza los controles del sensor de movimiento del Wiimote para balancearse y combatir. En esta versión, no hay un final alternativo en el que Venom pierde el control del simbionte en lugar de ser atravesado por una barra de acero. La versión de PlayStation Portable es un puerto completo de la versión de PlayStation 2 del juego por Vicarious Visions y cuenta con una ciudad libre de itinerancia, Morbius, el vampiro viviente y Grito, más el traje negro. El jugador también puede aterrizar en el suelo, a diferencia de Spider-Man 2 para PlayStation Portable, donde no puede aterrizar en el suelo, similar al juego original de la película Spider-Man.

## Ediciones Especiales
Las ediciones especiales del juego estaban disponibles para PS2, PS3 y Xbox 360 que vino en un caso con un traje color veneno en vez del de Spider-Man. Las características comunes para la PS2 y la PS3 fueron una entrevista con Avi Arad, director creativo de Marvel Entertainment y fundador de Marvel Studios, el sitio web de la película Spider-Man 3, y un detrás de escenas con el elenco. La Collectors Edition de PS3 y el Platinum Hits de Xbox 360 del juego también ofrece la posibilidad de jugar como el Nuevo Duende. El Nuevo Duende también puede ser descargacada desde Xbox Live y PlayStation Network para los usuarios que no poseen la versión Platinum Hits del juego.

## Recepción
Spider-Man 3 tuvo opiniones mixtas o promedio en la Xbox 360, PC, Wii, PS2 y PS3 de acuerdo con Metacritic. En Game Rankings, estas versiones promedio entre 53% y 67%. La crítica fundamental para estas versiones es la similitud del juego con su predecesor. La versión para PC ha sido además criticada por sus requisitos mínimos y 30 cuadros de imágenes por segundo, pero no recibió mejores críticas que la PS2 y las versiones de Wii, debido a su similitud con las versiones de Xbox 360 y PS3 del juego. Las versiones de Wii y PS2 han sido criticadas por un modo de relato corto y gráficos decepcionantes, con gamesradar sugiriendo que eran técnicamente inferiores al juego anterior de 2004. La versión de Wii sin embargo, ha sido elogiado por el uso del control remoto y el Nunchuk en su jugabilidad, que es considerada como el punto más fuerte de la versión de Wii. La Xbox 360, PC y PS3, a pesar de recibir solo análisis promedio, han sido universalmente mejor recibidas que las versiones de PS2 y de Wii. La versión de Wii recibió una "D" por The Wiire Archivado el 3 de agosto de 2008 en Wayback Machine.. X-Play le dio a la versión de Wii un 1 sobre 5 (el primer juego de Wii en conseguir un 1 sobre 5) y la versión de PS3 un 3 de 5. El juego también fue criticado por no ser la misma versión de cada sistema. Algunas críticas han surgido debido a que tiene al Nuevo Duende completamente jugable en PS3 y Xbox 360. También fue criticado por tener un montón de problemas técnicos. Sin embargo, a GameInformer le gustaba el juego, lo que supone un 8.0/10 o la calificación de "Excelente". GameInformer elogió el número de movimientos, la actuación de voz de Tobey Maguire, y la variedad de misiones, pero criticó a la banda sonora. El juego que se ejecuta en el GBA, un sistema mucho menos potente, se desarrolló como un desplazador lateral.